# فرودگاه یادبود جری تایلر
فرودگاه یادبود جری تایلر (به انگلیسی: Jerry Tyler Memorial Airport) یک فرودگاه همگانی است که یک باند فرود بتن دارد و طول باند آن ۱۲۵۰ متر است. این فرودگاه در کشور ایالات متحده آمریکا قرار دارد و در ارتفاع ۲۲۸٫۶ متری از سطح دریا واقع شده‌است.